# Elaphoglossum gracilipes
Elaphoglossum gracilipes là một loài thực vật có mạch trong họ Lomariopsidaceae. Loài này được (Fée ex Kuhn) C. Chr. mô tả khoa học đầu tiên năm 1905.